# 야마자키 히로나
야마자키 히로나(山崎 紘菜, 1994년 4월 25일 ~ )는 일본의 배우이다. 치바현 출신. 도호 예능 소속. 신장은 171cm, 혈액형은 A형이다.

## 약력
제7회 도호 ‘신데렐라’ 오디션에서 심사위원 특별상을 수상. 2012년 《우리들이 있었다》로 영화 첫 출연, 《고교입시》로 드라마 첫 출연을 완수했다. 그 후, 《오늘, 사랑을 시작합니다》, 《이 하늘의 꽃》, 《악의 교전》에 출연했다.
2013년 도쿄 국제 영화제에서 페스티벌 내비게이터를 맡았다.
2012년부터 메이지 대학 럭비부 공식 이미지 캐릭터를 맡고 있으며, 2013년도 제50회 전국 대학 럭비 풋볼 선수권 대회의 이미지 모델에도 기용되고, 세컨드 스테이지 및 파이널 스테이지의 각 시합 종료 후의 인터뷰도 겸임했다. 또한, 2014년도 제51회·2015년 제52회·2016년 제53회의 4년 연속 이미지 모델에도 기용되었다.
2014년 공개된 영화 《신이 말하는 대로》에서 아키모토 이치카 역을 맡아, 자신 첫 주연을 완수했다.
2015년 드라마 《프리즌 스쿨》으로 2012년 드라마 《고교입시》 이후 3년만의 드라마 출연. 2016년 드라마 《카인과 아벨》로, 후지 TV 〈게츠쿠〉에 첫 출연. 같은 해 8월부터 패션 잡지 〈JJ〉의 전속 모델이 되었다.
2018년, 2018-2019 재팬 럭비 톱 리그 대사에 취임했다.
2018년 12월 12일, 폴 W. S. 앤더슨 감독, 각본, 밀라 요보비치 주연의 영화 《몬스터 헌터》에 출연하는 것이 결정. 이 작품으로 할리우드 데뷔를 완수했다.
2019년 3월 7일·14일에 방송된 후지 TV 계열 연속 드라마 《스캔들 전문 변호사 QUEEN》에 출연. 《기묘한 이야기 2017년 〈심야의 특별〉편》 이후 약 2년 만 드라마 출연이 되었다.
2019년 《헤이세이 이야기 ~아무것도 없지만 둘도 없는 순간~》으로 연속 드라마 첫 주연. 또한, NTV의 주말 심야 스포츠 뉴스 프로그램 《Going! Sports & News》에서는 3월 31일 (30일 자정) 방송으로부터 「토요일판」의 기상 정보 담당 캐스터로 등극했다.
2021년, 2020-2021 재팬 럭비 톱 리그 대사에 취임했다.

## 인물
- 동경의 여배우는 사무소의 선배이기도 한 나가사와 마사미.[26] 여배우로서의 목표는 도호 영화에서 주연을 맡아 일본 아카데미상 여우주연상을 수상하는 것이다.[27]

- 취미는 스포츠 전반, 영화 감상, 음악 감상.[1] 특기는 높이뛰기이며, 고교 시절은 육상부에 소속되어 있었다.  소지하고 있는 자격증은 영어 검정 2급, 실용 수학 능력 검정 3급,[28] HSK (중국어 검정) 3급.[1]

- 자신이 심사위원 특별상을 수상하며 데뷔의 계기가 되었던 도호 ‘신데렐라’ 오디션에는 야마자키가 친구와 영화관에 갔을 때 오디션 전단지에 상금 100만엔이라는 것을 본 친구가 이 오디션을 받도록 권유한 것으로부터 응모하게 되었다.[27] 본인 왈 “자신이 합격한다고 생각하지 않고, 가벼운 마음으로 응모했다.”고 말하고있다.[27]

- 첫 히로인 역을 맡았던 《신이 말하는 대로》에서는 19년간 고수했던 흑발 머리를 금발로 염색했다.[29][30]

- TOHO 시네마즈에서 상영 전의 CM에 네비게이터로 출연한 것으로 폭 넓은 계층에 인식 되고 있다.[31]

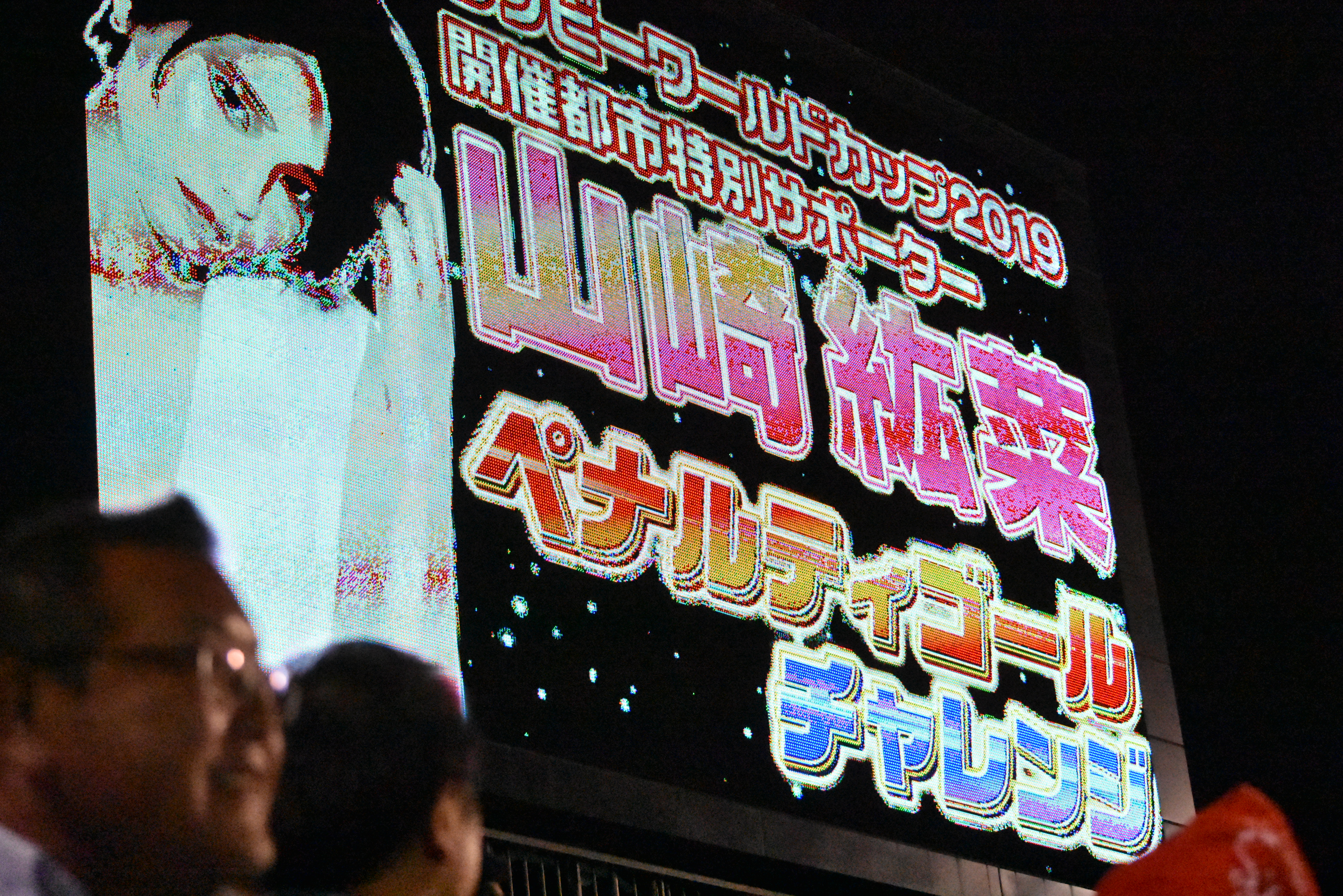
슈퍼 럭비 경기 (지치부노미야 럭비장 2019년 4월 19일 촬영)
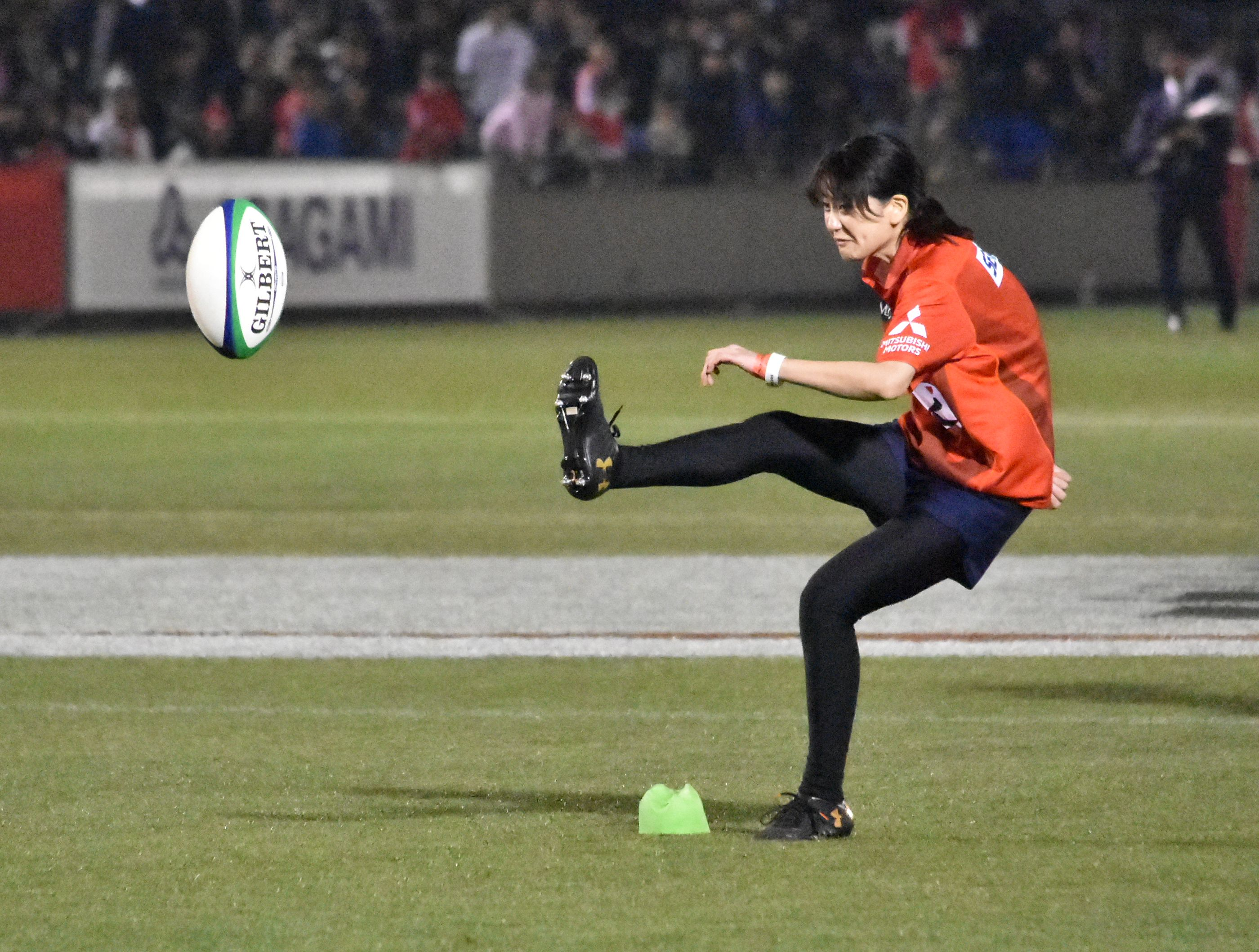
동좌 (지치부노미야 럭비장 2019년 4월 19일 촬영)

## 출연 작품

### 영화
| 개봉일자         | 제목                                                      | 역할                     | 배급사                                   | 비고            |
| ---------------- | --------------------------------------------------------- | ------------------------ | ---------------------------------------- | --------------- |
| 2012년 3월 17일  | 우리들이 있었다 전편                                      |                          | 도호                                     |                 |
| 2012년 5월 12일  | 이 하늘의 꽃 나가오카 불꽃 이야기                         | 유게 노조미              | PSC / TM 엔터테인먼트                    |                 |
| 2012년 11월 10일 | 악의 교전                                                 | 츠카하라 유키            | 도호                                     |                 |
| 2012년 12월 8일  | 오늘, 사랑을 시작합니다                                   | 마미                     | 도호                                     |                 |
| 2014년 3월 8일   | 시네마 트래블-영화관에서 보는 세계 유산 여행-             | 투어 내비게이터          | 빈칸                                     | 다큐멘터리 영화 |
| 2014년 5월 17일  | 들의 49일                                                 | 스즈키 카사네            | TM 엔터테인먼트                          |                 |
| 2014년 11월 15일 | 신이 말하는 대로                                          | 아키모토 이치카 (히로인) | 도호                                     | [ 34 ]          |
| 2015년 12월 12일 | orange                                                    | 치노 타카코              | 도호                                     |                 |
| 2016년 6월 18일  | MARS~다만, 널 사랑하고 있어~                              | 스기하라 하루미          | 쇼게이트                                 |                 |
| 2016년 10월 22일 | 금메달 남자                                               | 하시모토 메구미          | 쇼게이트                                 | [ 35 ]          |
| 2017년 3월 11일  | 치어☆댄스: 여고생들이 치어 댄스로 미국 제패한 실제 이야기 | 키토 유이                | 도호                                     |                 |
| 2017년 4월 8일   | 봄여름가을겨울 이야기                                     | 타카기 미유              | 빈칸                                     | [ 36 ]          |
| 2017년 12월 16일 | 하나카타미 / HANAGATAMI                                   | 아키네                   | 신일본 영화사                            |                 |
| 2018년 6월 1일   | 첫 키스만 50번째                                          | 타카토 스미레            | 소니 픽처스 엔터테인먼트                 | [ 37 ]          |
| 2018년 8월 24일  | 검찰측의 죄인                                             | 모나기 나나코            | 도호                                     | [ 38 ]          |
| 2019년 9월 6일   | 스타트업 걸즈                                             | 미나미 호리키            | 디오                                     | [ 39 ]          |
| 2020년 7월 31일  | 라비린스 오브 시네마                                      | 요시야마 카즈코          | 아스믹 에이스                            |                 |
| 2020년 12월 18일 | 극장판 가면라이더 제로 REAL × TIME                        | 토노 아카네              | 도에이                                   | [ 40 ]          |
| 2021년 3월 12일  | 브레이브 군청 전기                                        | 세노 하루카 (히로인)     | 도호                                     | [ 41 ]          |
| 2021년 3월 26일  | 몬스터 헌터                                               | 핸들러 (접수원)          | 스크린 젬스 / 도호·도호 도와 (일본 배급) | 미국 영화       |

### 텔레비전 드라마
| 방송일자                                           | 제목                                               | 역할                   | 방송사     | 비고                                |
| -------------------------------------------------- | -------------------------------------------------- | ---------------------- | ---------- | ----------------------------------- |
| 2012년 10월 6일 ~ 12월 29일                        | 고교입시                                           | 이시카와 에리나        | 후지 TV    |                                     |
| 2013년 8월 14일·2014년 4월 15일 ~ 9월 16일         | 론리의 힘                                          | 안나                   | NHK E 텔레 |                                     |
| 2015년 10월 25일 ~ 12월 21일                       | 프리즌 스쿨                                        | 쿠리하라 마리 (히로인) | MBS·TBS    |                                     |
| 2016년 1월 24일 (23일 자정) ~ 3월 27일 (26일 자정) | MARS~다만, 널 사랑하고 있어~                       | 스기하라 하루미        | NTV        |                                     |
| 2016년 2월 17일                                    | 프래자일 제6화                                     | 우메키 미유키          | 후지 TV    |                                     |
| 2016년 10월 17일 ~ 12월 19일                       | 카인과 아벨                                        | 시바타 아키라          | 후지 TV    |                                     |
| 2017년 4월 29일                                    | 기묘한 이야기 '17 봄 특별편 〈카멜레온 배우〉      | 노미야 카나에 (히로인) | 후지 TV    |                                     |
| 2017년 6월 7일 ~ 28일                              | 오늘 밤도 LL 에피소드 3 〈우리들의 라이브 대사건〉 | 유미                   | TOKYO MX   | 2017년 9월 2일부터 극장 공개되었다. |
| 2017년 10월 9일 ~ 13일                             | 기묘한 이야기 2017년 심야의 특별편 〈SON-TAKU〉    | 야마구치 미키 (히로인) | 후지 TV    |                                     |
| 2019년 3월 7일·14일                                | 스캔들 전문 변호사 QUEEN 제9화·최종화              | 아즈마 미사키          | 후지 TV    |                                     |
| 2019년 3월 19일 ~ 23일                             | 헤이세이 이야기 ~아무것도 없지만 둘도 없는 순간~   | 오카자키 메이          | 후지 TV    | [ 23 ]                              |
| 2019년 7월 7일 ~ 9월 15일                          | 노사이드 게임                                      | 나카모토 리사          | TBS        |                                     |
| 2021년 3월 20일                                    | 에어걸                                             | 아이하라 미도리        | TV 아사히  | [ 44 ]                              |
| 2021년 4월 11일 ~ 6월 13일                         | 네메시스                                           | 미마 메이코            | NTV        | [ 45 ]                              |

### 무대
| 공연일자                             | 제목                                            | 역할        | 공연장소                 | 비고          |
| ------------------------------------ | ----------------------------------------------- | ----------- | ------------------------ | ------------- |
| 2018년 8월 24일·25일·2019년 3월 12일 | 사랑을 읽다 〈나는 내일, 어제의 너와 만난다〉   |             | 도쿄·얼터너티브 시어터   | [ 46 ] [ 47 ] |
| 2021년 8월 13일 ~ 9월 5일            | DISCOVER WORLD THEATRE vol.11 〈웬디 & 피터팬〉 | 타이거 릴리 | 도쿄·Bunkamura 오차드 홀 | [ 48 ]        |

### 외화 더빙
| 개봉일자        | 제목                           | 역할                        | 배급사      | 비고                      |
| --------------- | ------------------------------ | --------------------------- | ----------- | ------------------------- |
| 2015년 3월 20일 | 박물관이 살아있다: 비밀의 무덤 | 세프세헤렛 (앤젤리 제이 분] | 20세기 폭스 | 미국 영화 / 일본어판 더빙 |

### WEB·전달 드라마
- 아이 엠 어 히어로 시작의 날 (2016년 4월 ~ , dTV) - 타가와 엘리스 역[주 5]
- 달려보았어요~그 아가씨를 위해 일본일주 (2017년 10월 20일 ~ , Amazon 프라임 비디오) - 바이커 여자 (카나) 역

### 라디오 드라마
- FM 극장 (NHK-FM)
  - 바람은 꿈을 싣고 (2016년 4월 23일)
  - 바람의 뒤에 피고 (2020년 10월 24일)

## 그 외 출연

### 교양·기타프로그램
- 도쿄 상위 데이트 2 #23 (2014년 9월 3일, TV 아사히)[50]
- Going! Sports & News 토요일판 (NTV, 2019년 3월 31일[주 1]〈30일 심야〉 - 2020년 3월 28일)[24] <30일 심야> - 2020년 3월 28일)
- NHK 뉴스 오하요 닛폰 (칸토코신에츠) (NHK 종합 <칸토코신에츠 지방> 2020년 10월 24일) - 〈토요일 좋은 여행〉 코너에서 오가와 히로시 (NHK 치바 방송국 아나운서)과 함께 치바현 타테야마시에 있는 식용 꽃·에디블 플라워를 기르는 농장을 방문했다.

### 라디오
- 아인슈타인 야마자키 히로나 Heat & Heart! (2020년 4월 5일 ~ , 분카 방송)[51]

### PV
- 케츠메이시 〈guruguru〉 (2012년 11월 14일)
- 유스케 〈영몽〉 (2013년 2월 27일)
- RADWIMPS 〈드리머즈 하이 (ドリーマーズ・ハイ)〉 (2013년 3월 27일)
- indigo la End 〈행복이 흘러넘치면 (幸せが溢れたら)〉 (2015년 2월 4일)
- 장근석 〈Endless Summer〉 (2016년 9월 14일)
- KANA-BOON 〈그래도 우리는 바라고 있어 (それでも僕らは願っているよ)〉 (2017년 9월 26일)
- AK-69 〈See You Again -Season 1-〉 〈I Don’t Wanna Know -Season 2-〉 〈할렐루야 (ハレルヤ) -The Final Season-〉 (2020년 2월 24일)

### 광고 (CM)
- 산토리 음료 〈흑우롱차〉 (2013년)
- 스미토모 생명보험 (2013년)
- 도쿄 가스 (2014년)
- JR 서일본 헤이세이 27년도 〈매너란 배려.〉 시리즈 (2015년)
- 미츠이 스미토모 은행 개개인이 일본 대표. 〈선언〉편 (2015년)
- NTT 도코모 〈Galaxy〉 (2016년)
- 기린 음료 〈보리차〉(2018년 5월 ~ )
- 키리시마 주조 〈쿠로키리데스카〉 (2019년 10월 ~ )

### 기타 경력
- TOHO 시네마즈[주 6] 상영 전 (막간) 영화에 관한 정보 안내.

### 이벤트
- GirlsAward
  - GirlsAward 2013 SPRING/SUMMER (2013년 3월 23일, 요요기 제1 체육관)[52]
  - GirlsAward 2013 AUTUMN/WINTER (2013년 9월 28일, 요요기 제1 체육관)[53]
  - GirlsAward 2014 SPRING/SUMMER (2014년 4월 19일, 요요기 제1 체육관)[54]
  - GirlsAward 2014 AUTUMN/WINTER (2014년 10월 1일, 요요기 제1 체육관)[55]
  - GirlsAward 2015 SPRING/SUMMER (2015년 4월 29일, 요요기 제1 체육관)[56]
  - GirlsAward 2015 AUTUMN/WINTER (2015년 10월 24일, 요요기 제1 체육관)[57]
  - GirlsAward 2016 SPRING/SUMMER (2016년 4월 9일, 요요기 제1 체육관)[58]
  - GirlsAward 2017 SPRING/SUMMER (2017년 5월 3일, 요요기 제1 체육관)[59]
  - GirlsAward 2017 AUTUMN/WINTER (2017년 9월 16일, 마쿠하리 멧세)[60]
  - GirlsAward 2018 SPRING/SUMMER (2018년 5월 19일, 마쿠하리 멧세)[61]
  - GirlsAward 2018 AUTUMN/WINTER (2018년 9월 16일, 마쿠하리 멧세)[62]
  - GirlsAward 2019 SPRING/SUMMER (2019년 5월 18일, 마쿠하리 멧세)[63]
- 도쿄 걸즈 컬렉션
  - 2017 AUTUMN/WINTER (2017년 9월 2일, 사이타마 슈퍼 아레나)[64]
  - 2018 SPRING/SUMMER (2018년 3월 31일, 요코하마 아레나)[65]
  - 도쿄 걸즈 컬렉션 토야마 2018 (2018년 7월 21일, 도야마시 종합 체육관)[66]

## 서적

### 잡지
- JJ (2016년 10월호 ~ ) 전속 모델

### 내용주
1. 1 2  전날 (토요일)에 「마츠코 회의」가 평소보다 15분 눌러있는 일반 방송과는 별도 기준으로 69분 SP를 별도 방송했기 때문에 첫 방송은 일요일에 방송됐다.
2. 1 2  개봉일 기준은 일본에서의 개봉일이다.
3. ↑  2014년 3월 2일 유바리 국제 판타스틱 영화제의 폐막작으로 상영되었다.[33]
4. ↑  카미시라이시 모네와 공동 주연
5. ↑  영화 〈아이 엠 어 히어로〉 스핀오프 웹 드라마 “나가사와 마사미 「아이 엠 어 히어로」 스핀오프 드라마로 주연”. 《스포츠호치》 (주식회사 호치신문사). 2015년 12월 25일. 2015년 12월 25일에 원본 문서에서 보존된 문서. 2016년 1월 10일에 확인함.
6. ↑  막간의 MC.

### 참조주
1. 1 2 3 4 5 6 7  “야마자키 히로나”. 도호 예능. 2018년 11월 27일에 확인함.
2. 1 2 3  “야마자키 히로나”. 탤런트 데이터 뱅크. 2017년 4월 8일에 확인함.
3. ↑  “Q;indivi, 도호 신데렐라 주연의「비행기 구름」PV완성”. 음악나탈리. 2013년 9월 25일. 2013년 10월 27일에 확인함.
4. ↑  야마자키 히로나 (2013년 10월 17일). 《나가사와 마사미의 여동생 뻘·야마자키 히로 나의 매력에 육박》. (인터뷰).  “모델프레스”. 2017년 4월 7일에 확인함.
5. ↑  “【도쿄 국제 영화제】나가사와 마사미 & 여동생 뻘의 야마자키 히로나가 “아름다운 각선미” 경연”. 오리콘 스타일. 2013년 10월 17일. 2014년 12월 26일에 확인함.
6. ↑  “야마자키 히로나가 도쿄 국제 영화제 안내 역”. 닛칸스포츠. 2013년 10월 10일. 2013년 10월 27일에 확인함.
7. ↑  “야마자키 히로나: 도호 신데렐라가 TIFF의 페스티벌 내비게이터에 「미래의 영화 팬을 만들고 싶다」”. 마이니치 신문 디지털. 2013년 10월 17일. 2014년 12월 26일에 확인함.
8. ↑  “도쿄 국제 영화제 개막! 야마자키 히로나가 동세대에 추천하는 호쾌한 작품!?”. 오리콘 스타일. 2013년 10월 18일. 2013년 10월 27일에 확인함.
9. 1 2  “야마자키 히로나 전국 대학 럭비 이미지 모델에 결정되었습니다.”. 도호 예능 공식 사이트. 2013년 12월 2일. 2014년 12월 26일에 원본 문서에서 보존된 문서. 2014년 12월 26일에 확인함.
10. ↑  HIRONA YAMAZAKI (2013년 12월 15일 시점에서 자료실) 제50회 전국 대학 럭비 풋볼 선수권 대회 특설 사이트 일본 럭비 풋볼 협회
11. ↑  “야마자키 히로나: 첫 대학 럭비 이미지 모델에 18 개교의 유니폼 모습 선보여”. 마이니치 신문 디지털. 2013년 12월 7일. 2013년 12월 30일에 확인함.
12. ↑  “야마자키 히로나 올해도 전국 대학 럭비 선수권 이미지 모델에 결정되었습니다!”. 도호 예능 공식 사이트. 2014년 12월 5일. 2014년 12월 26일에 원본 문서에서 보존된 문서. 2014년 12월 26일에 확인함.
13. ↑  “야마자키 히로나: 2년 연속으로 대학 럭비 이미지 모델에 포스터도 공개”. 마이니치 신문 디지털. 2014년 12월 5일. 2014년 12월 26일에 확인함.
14. ↑  “야마자키 히로나 올해도 이미지 모델로 전력 지원!!!! 일본 대표팀 주장 리치 마이클도 응원 제52회 전국 대학 럭비 선수권 대회”. 도호 예능. 2015년 12월 6일. 2016년 3월 6일에 원본 문서에서 보존된 문서. 2015년 12월 6일에 확인함.
15. ↑  “야마자키 히로나, 3년 연속 대학 럭비 “여신”에!”. 《영화.com》 (주식회사 영화닷컴). 2015년 12월 6일. 2015년 12월 6일에 확인함.
16. ↑  “야마자키 히로나가 4년 연속 전국 대학 럭비 선수권 대회의 얼굴에”. 《닛칸스포츠》. 2016년 12월 5일. 2016년 12월 5일에 확인함.
17. ↑  야마자키 히로나 (2014년 11월 20일). 《영화 「신이 말하는 대로」가 절찬 상영 중! 히로인 역의 야마자키 히로나에 인터뷰》. (인터뷰).  “칸사이 워커”. 2014년 12월 26일에 확인함.
18. ↑  “야마자키 히로 나, 야마다 료스케의 보고에 침착을 잃기도 “성적 매력 부족”을 아쉬워”. 《시네마 카페》 (이드). 2016년 10월 16일. 2016년 10월 16일에 확인함.
19. ↑  “야마자키 히로나 「JJ」 모델에 가입 모습은 「아스파라거스 베이컨 여자」?”. 《우먼 익사이트》. 2016년 8월 23일. 2017년 3월 31일에 원본 문서에서 보존된 문서. 2017년 4월 7일에 확인함.
20. ↑  상위 리그 대사에 야마자키 히로나 씨 (여배우), 야스무라 나오키 (NTV 아나운서)가 취임 재팬 럭비 톱 리그 공식 사이트 (2018년 8월 20일) 2018년 8월 24일에 확인.
21. ↑  야마자키 히로나 실사 「몬스터 헌터」로 할리우드 데뷔! 미라도 「게임에서 튀어 나온 것 같다」 cinemacafe.net (2018년 12월 12일) 2019년 3월 25일에 확인.
22. ↑  야마자키 히로나, 2년만 텔레비전 드라마 출연 「스캔들 전문 변호사」에서 야마모토 코지의 아내 역 ORICON NEWS (2019년 2월 28일) 2019년 3월 25일에 확인.
23. 1 2  “야마자키 히로나, 5일 연속 특별 드라마 「헤이세이 이야기」에서  첫 주연 「일상에 살짝 안아 같은 작품」 에”. 《ORICON NEWS》 (오리콘 주식회사). 2019년 2월 15일. 2019년 2월 15일에 확인함.
24. 1 2  “야마자키 히로나 & 나가시마 세이라 「Going」의 날씨 캐스터”. 《닛칸스포츠닷컴》. 닛칸스포츠 신문사. 2019년 3월 26일. 2019년 3월 27일에 확인함.
25. ↑  “TL 앰배서더 슬림 클럽, 야마자키 히로나 등이 취임”. 《닛칸스포츠》. 2021년 1월 4일. 2021년 1월 4일에 확인함.
26. ↑  “【야마자키 히로나】“세계 데뷔”도 과연 「마치 대스타 기분이었습니다」 (1/2 페이지)”. ZAKZAK. 2014년 11월 14일. 2014년 12월 26일에 확인함.
27. 1 2 3  “【야마자키 히로나】“세계 데뷔”도 과연 「마치 대스타 기분이었습니다」 (2/2 페이지)”. ZAKZAK. 2014년 11월 14일. 2017년 4월 8일에 확인함.
28. ↑  《이달의 컨텐츠 가이드》. 《닛케이 엔터테인먼트!》 (닛케이BP사). 2015. 95쪽.
29. ↑  “야마자키 히로나, 금발 쇼트 & 허리 싹둑한 드레스의 강렬한 비주얼 「로마 국제 영화제」 레드카펫에서 존재감”. 모델프레스. 2014년 10월 20일. 2014년 12월 26일에 확인함.
30. ↑  “야마자키 히로 나 「촬영 전에 검은 머리에서 금발색 머리했습니다만 색상은 스스로 결정했다」”. 주간아스키PLUS. 2014년 11월 12일. 2014년 12월 26일에 확인함.
31. ↑  “야마자키 히로나, 검은 드레스 차림으로 「그녀와 영화 데이트 이룬다.」에 팬 혼절 목소리”. Abema TIMES. 2017년 12월 22일. 2017년 12월 26일에 확인함.
32. ↑  “「시네마 여행」 투어 네비게이터 야마자키 히로나 극장에 여행 안내소  설치”. 영화.com. 2014년 2월 15일. 2014년 3월 7일에 확인함.
33. ↑  “토키와 타카코, 시민 참여의 영화 제작에 감사! 유바리 영화제에 첫 등장!”. 《시네마투데이》. 2014년 3월 3일. 2016년 10월 6일에 확인함.
34. ↑  “야마자키 히로나, 액션 첫 도전 15일 개봉”. 헤베이 신보. 2014년 11월 9일. 2014년 12월 20일에 원본 문서에서 보존된 문서. 2014년 12월 26일에 확인함.
35. ↑  “오오이즈미 요, 나가사와 마사미, 야마자키 히로나! 우치무라 테루요시 감독작 「금메달 남자」에 호화 캐스트 결집”. 《영화.com》 (주식회사 영화 닷컴). 2016년 1월 31일. 2016년 12월 6일에 확인함.
36. ↑  “하야마 쇼노 & 야마자키 히로나로 Hilcrhyme 「봄여름가을겨울」 영화화 <코멘트 도착>”. 《모델프레스》 (인터넷 네이티브). 2017년 1월 25일. 2017년 4월 12일에 확인함.
37. ↑  “야마다 타카유키 × 나가사와 마사미 후쿠다 유이치 감독의 멜로 영화 「50번째 첫 키스」”. 《CINRA.NET》 (주식회사 CINRA). 2017년 11월 7일. 2017년 11월 7일에 확인함.
38. ↑  “기무라 타쿠야 & 니노미야 카즈나리 「검찰측의 죄인」에 요시타카 유리코, 마츠시게 유타카, 야마자키 히로나의 11명 출연”. 《영화나탈리》 (주식회사나타샤). 2017년 7월 24일. 2018년 3월 13일에 확인함.
39. ↑  “카미시라이시 모네와 야마자키 히로나, W 주연작에서 비즈니스 파트너! 주제가는 아지칸”. 《영화나탈리》 (주식회사나타샤). 2018년 11월 29일. 2018년 11월 29일에 확인함.
40. ↑  “「극장판 가면라이더 제로」에 후쿠시 세이지, 야마자키 히로나, 고토 히로오키가 게스트로 출연”. 《영화나탈리》 (주식회사나타샤). 2020년 10월 25일. 2020년 10월 25일에 확인함.
41. ↑  “아라타 마켄유 「군청 전기」 영화화 주연! 미우라 하루마 × 마츠야마 켄이치 × 야마자키 히로나  도 참전”. 《영화.com》. 2019년 11월 27일. 2019년 11월 27일에 확인함.
42. ↑  “야마자키 히로나, 영화 「몬스터 헌터」로 할리우드 데뷔 「일본  사람도 할 수 있다는 용기를 주고 싶다」...11월 하순부터 크랭크인 처음으로 아프리카 로케...(야마자키 히로나 코멘트 전문)”. 《ORICON NEWS》. 오리콘 주식회사. 2018년 12월 13일. 2018년 12월 13일에 확인함.
43. ↑  “WEBER 「우리들의 라이브」 대사건 극장 상영 결정!  영화 주제가는 3rd Single 「소중한 사람. 소중했던 사람」 결정!”. UNIVERSAL MUSIC JAPAN. 2017년 7월 6일. 2018년 3월 13일에 확인함.
44. ↑  “히로세 스즈 주연의 SP 드라마 에어걸에 야마자키 히로나, 후지노 료코, 나카타 쿠루미, 이하라 릿카카 출연”. 《Real Sound》 (blueprint). 2021년 2월 7일. 2021년 2월 7일에 확인함.
45. ↑  “나카무라, 토오루 히로세 스즈의 아버지 역에 기용 「네메시스」 추가 캐스트에 마키 요코 등의 결정”. 《ORICON NEWS》. 2021년 3월 17일. 2021년 3월 16일에 원본 문서에서 보존된 문서. 2021년 3월 17일에 확인함.
46. ↑  “「나는 내일」 미우라 나오유키 연출로 낭독극에 스즈키 히로키 & 야마자키 히로나 등 7조 출연”. 《스테이지나탈리》 (주식회사나타샤). 2018년 5월 18일. 2018년 6월 3일에 확인함.
47. ↑  “낭독극 「나는 내일」 재연에 아키야마 유즈키, 아오이 쇼타, 우치다 마아야, 호소야 요시마사 등에”. 《CINRA.NET》 (주식회사CINRA). 2018년 12월 18일. 2018년 12월 20일에 확인함.
48. ↑  “「웬디＆ 피터팬」오늘 개막, 쿠로키 하루 「세계에 바특에 잠겨 와서」”. 《스테이지나탈리》. 나타샤. 2021년 8월 13일. 2021년 8월 13일에 확인함.
49. ↑  “야마자키 히로나, 『박물관이 살아있다』 최종장에서 더빙 첫 도전! 「너무 긴장」”. 마이 나비 뉴스. 2014년 12월 26일. 2014년 12월 26일에 확인함.
50. ↑  “『도쿄 상위 데이트 2』 야마자키 히로나가 「오치아이」가 “청류가 흐르는 도시”라고 불리게  된 까닭을 둘러싼!”. 텔레비전 도갓찌. 2014년 9월 3일. 2014년 9월 4일에 원본 문서에서 보존된 문서. 2014년 12월 26일에 확인함.
51. ↑  분카 방송 「아인슈타인 야마자키 히로나 Heat&Heart!」
52. ↑  “제7회 「걸스 어워드」 후지이 리나에서 개막”. 《Fashionsnap.com》 (주식회사 레코 올랜도). 2013년 3월 23일. 2018년 4월 22일에 확인함.
53. ↑  “제8회 「GirlsAward」개최에 시노다 마리코와 내년 봄 상륙 ZARA 자매  브랜드 참여”. 《Fashionsnap.com》 (주식회사 레코 올랜도). 2013년 9월 12일. 2018년 4월 22일에 확인함.
54. ↑  “제 9 회 「GirlsAward」 4월 19일 개최 후낫시 캐릭터가 게스트로”. 《Fashionsnap.com》 (주식회사 레코 올랜도). 2014년 4월 11일. 2018년 4월 22일에 확인함.
55. ↑  “일본 최대급의 패션 & 음악 이벤트 ~GirlsAward 2014 AUTUMN/WINTER~ 개최 결정!! 기념해야할 제10회째를 맞이하는 이번에도 호화 출연자가 대 집합!”. 《PR TIMES》 (주식회사PR TIMES). 2014년 7월 18일. 2018년 4월 22일에 확인함.
56. ↑  “걸스 어워드 5주년 AKB48 출연 4월 개최”. 《Fashionsnap.com》 (주식회사 레코 올랜도). 2015년 2월 11일. 2018년 4월 22일에 확인함.
57. ↑  “【GirlsAward2015 A/W】나카죠 아야미＆ 아라키 유코 등, 영화·드라마에서 활약하는 모델들”. 《cinemacafe.net》 (주식회사이드). 2015년 10월 25일. 2018년 4월 22일에 확인함.
58. ↑  “야마자키 히로나 「GirlsAward」 7회회 연속 출전의 관록! 3년 전 발탁 경위」 「더할 나위 없는 스타일」...프로듀서가 밝히는 매력”. 《모델프레스》 (주식회사 인터넷 네이티브). 2016년 2월 5일. 2018년 4월 22일에 확인함.
59. ↑  “일본 최대급의 패션 & 음악 이벤트 GirlsAward 2017 SPRING/SUMMER 제1탄 정보 해금!!”. 《워커 플러스》 (주식회사KADOKAWA). 2017년 2월 1일. 2018년 5월 16일에 원본 문서에서 보존된 문서. 2018년 4월 22일에 확인함.
60. ↑  “「가루아와」에 RAMPAGE＆카미시라이시 모네 추가, M! LK 있는 모델 출연”. 《음악나탈리》 (주식회사나타샤). 2017년 7월 18일. 2018년 4월 22일에 확인함.
61. ↑  “Rakuten GirlsAward 2018 SPRING/SUMMER 제2탄 정보 해금! 히로세 아리스가 MC로 결정 ! 아티스트 라이브에는 초특급가 출연! emma·트린들 레이나·맥기 등의 모델 집결!”. 《PR TIMES》 (주식회사PR TIMES). 2018년 3월 2일. 2018년 4월 22일에 확인함.
62. ↑  “＜GirlsAward 2018 A/W＞제1탄 발표 NCT 127, 스즈키 아이리 등”. 《BARKS》 (재팬 뮤직 네트워크 주식회사). 2018년 6월 22일. 2018년 9월 5일에 확인함.
63. ↑  “MODEL”. 걸스 어워드 실행위원회. 2019년 3월 30일에 원본 문서에서 보존된 문서. 2019년 3월 7일에 확인함.
64. ↑  “오오하라 사쿠라코 「TGC 2017 A/W」 출연 결정 야마자키 히로나가 첫 등장”. 《모델프레스》 (주식회사 인터넷 네이티브). 2017년 6월 30일. 2018년 4월 22일에 확인함.
65. ↑  “「도쿄 걸즈 컬렉션 2018 봄 여름」 요코하마 아레나에서 - 나카죠 아야미 후지타 니콜이 등장”. 《FASHION PRESS》 (주식회사 칼린). 2018년 3월 22일. 2018년 4월 22일에 확인함.
66. ↑  “MODEL (모델)”. 프레스티지 인터내셔널 presents TGC TOYAMA 2018 by TOKYO GIRLS COLLECTION. 2018년 5월 16일에 확인함.